# Zmarli w roku 1895
Lista osób zmarłych w 1895:

## styczeń 1895
- 5 stycznia – Władysław Podkowiński, polski malarz impresjonista[1]
- 24 stycznia – Randolph Spencer Churchill, brytyjski arystokrata i polityk, ojciec Winstona Churchilla[2]
- 31 stycznia – Hermann Gruson, niemiecki inżynier-mechanik, wynalazca i przedsiębiorca[3]

## luty 1895
- 18 lutego – Albrecht Fryderyk Habsburg, austriacki książę i wojskowy, książę cieszyński[4]

## marzec 1895
- 5 marca
  - Nikołaj Leskow (ros. Николай Семёнович Лесков), rosyjski prozaik i publicysta[5]
  - Henry Rawlinson, brytyjski asyrolog, dyplomata, w 1836 odkrył, skopiował i odczytał inskrypcję z Behistun[6]
- 6 marca – Camilla Collett, norweska pisarka i bojowniczka o prawa kobiet[7]
- 9 marca – Katarzyna Onyszkiewiczowa, galicyjska trucicielka[8]
- 25 marca – Alfons Szczerbiński, polski kompozytor muzyki klasycznej[9]

## kwiecień 1895
- 6 kwietnia – Iwan Wyszniegradski, rosyjski teoretyk automatyki, minister finansów Imperium Rosyjskiego[10]

## maj 1895
- 11 maja – Feliks Jaroński, polski pianista, kompozytor, pedagog[11]
- 19 maja – José Martí, kubański poeta, pisarz oraz przywódca ruchu niepodległościowego[12]
- 30 maja – Józef Marello, włoski biskup katolicki, święty[13]

## czerwiec 1895
- 14 czerwca – Franciszka de Paula od Jezusa, brazylijska błogosławiona katolicka[14]
- 29 czerwca – Thomas Henry Huxley, angielski zoolog, paleontolog, filozof i fizjolog[15]

## lipiec 1895
- 2 lipca
  - Mychajło Drahomanow (ukr. Михайло Драгоманов), ukraiński działacz społeczny[16]
  - Henryk Woliński, polski prawnik, prezydent Lublina[17]

## sierpień 1895
- 5 sierpnia – Friedrich Engels, niemiecki filozof, teoretyk komunistyczny[18]
- 24 sierpnia
  - Albert F. Mummery, brytyjski pisarz i alpinista[19]
  - Émile Rey, włoski przewodnik wysokogórski z Doliny Aosty[20]

## wrzesień 1895
- 17 września – Zygmunt Szczęsny Feliński, arcybiskup warszawski, założyciel Sióstr Rodziny Maryi, święty katolicki[21]
- 28 września – Louis Pasteur, francuski mikrobiolog i chemik[22]

## listopad 1895
- 24 listopada – Feliks Berdau, polski botanik, pionier badań flory Tatr[23]
- 27 listopada – Alexandre Dumas (syn), francuski pisarz i dramaturg[24]

- data dzienna nieznana: 
  - Aarifi Pasza, turecki polityk, Wielki Wezyr[25]
  - Abraham Krochmal, żydowski filozof[26]